# Fläckvingad stenknäck
Fläckvingad stenknäck (Mycerobas melanozanthos) är en asiatisk fågel i familjen finkar inom ordningen tättingar.

## Kännetecken

### Utseende
Fläckvingad stenknäck är en stor (22–23 cm) stenknäck med stort huvud, massiv näbb och kort, kluven stjärt. Hanen är skiffersvart på huvudet och ovansidan med vita spetsar på tertialer, armpennor och större täckare. Undersidan från bröstet till undergumpen är gul. Honan är blekare, gulstreckad på huvud, mantel och undersida. I ansiktet syns ett tydligt gult ögonbrynsstreck.

### Läten
Sången är en ljudlig, tretonig melodisk vissling som faller i tonhöjd. Bland lätena hörs bland annat ett skallrande "krrr".

## Utbredning och systematik
Fågeln förekommer från bergstrakter i norra Pakistan till södra Tibet, sydvästra Kina, Myanmar och Thailand. Den behandlas som monotypisk, det vill säga att den inte delas in i några underarter.

## Levnadssätt
Fläckvingad stenknäck häckar i barr- och blandskogar i bergstrakter mellan 1400 och 2440 meters höjd. Vintertid söker den sig till längre regioner och kan då ses ända ner till 300 meters höjd lokalt. Den lever av frön och bär, som körsbär och pors, och ses i flockar, ofta rätt stora. Fågeln häckar i mars-april och placerar det skålformade boet fyra meter eller mer upp i ett träd. Däri lägger den två till tre blekgröna rödbrunfläckade eller streckade ägg.

## Status och hot
Arten har ett stort utbredningsområde, men tros minska i antal, dock inte tillräckligt kraftigt för att den ska betraktas som hotad. Internationella naturvårdsunionen IUCN listar arten som livskraftig (LC). Världspopulationen har inte uppskattats men den beskrivs som ovanlig.

## Namn
Fågeln har på svenska även kallats bändelstenknäck.